# Telefonplan
Telefonplan è una stazione della metropolitana di Stoccolma.
La stazione è situata sulla linea rossa T14 della rete metroviaria locale, tra le stazioni Midsommarkransen e Hägerstensåsen. Non prende nome da alcuna indicazione geografica: la denominazione "Telefonplan" derivò infatti dalla presenza di fabbriche e uffici della Ericsson, compagnia svedese operante nel settore della telefonia, la cui sede centrale tuttavia venne trasferita nel 2003 presso la zona di Kista.
L'apertura della stazione risale al 5 aprile 1964, giorno in cui ci fu l'apertura del primo settore della linea rossa. In precedenza erano comunque presenti due linee di trasporto tranviario.
Si tratta di una stazione di superficie. Il suo ingresso è ubicato all'incrocio tra le strade Telefonvägen e Mikrofonvägen. Progettata a suo tempo dall'architetto Olov Blomkvist, dal 1997 la stazione presenta contributi artistici dell'artista Bo Samuelsson.
Il tratto compreso fra la stazione di Telefonplan e quella successiva di Hägerstensåsen è interamente coperto da un tunnel sotterraneo. Telefonplan è anche fermata di riferimento per il sobborgo di Västberga. Inoltre, i collegamenti diretti via bus con le vicine aree di Solberga e Älvsjö partono da qui.
L'utilizzo medio quotidiano durante un normale giorno feriale è pari a 8.300 persone circa. L'afflusso notturno è talvolta influenzato dalla vicinanza dell'indie club Landet.

## Tempi di percorrenza
| Linea | Capolinea     | Tempo  | Stazione                                                  | Tempo                             |
| T14   | Fruängen      | 5 min  | Liljeholmen Slussen Gamla stan T-Centralen Östermalmstorg | 4 min 10 min 12 min 14 min 16 min |
| T14   | Mörby centrum | 29 min | Liljeholmen Slussen Gamla stan T-Centralen Östermalmstorg | 4 min 10 min 12 min 14 min 16 min |